# Savannah (Texas)
Savannah es un lugar designado por el censo ubicado en el condado de Denton en el estado estadounidense de Texas. En el Censo de 2010 tenía una población de 3318 habitantes y una densidad poblacional de 1.373,08 personas por km².

## Geografía
Savannah se encuentra ubicado en las coordenadas 33°13′33″N 96°54′28″O / 33.22583, -96.90778. Según la Oficina del Censo de los Estados Unidos, Savannah tiene una superficie total de 2.42 km², de la cual 2.42 km² corresponden a tierra firme y (0%) 0 km² es agua.

## Demografía
Según el censo de 2010, había 3318 personas residiendo en Savannah. La densidad de población era de 1.373,08 hab./km². De los 3318 habitantes, Savannah estaba compuesto por el 82.4% blancos, el 9.04% eran afroamericanos, el 0.84% eran amerindios, el 1.96% eran asiáticos, el 0.09% eran isleños del Pacífico, el 2.17% eran de otras razas y el 3.5% pertenecían a dos o más razas. Del total de la población el 12.87% eran hispanos o latinos de cualquier raza.